# 信府統記

1884年に出版された『信府統記』の表紙（国立国会図書館蔵）

『信府統記』（しんぷとうき）は、信濃国（長野県）松本藩主の命によって編纂され、1724年（享保9年）12月に完成した、同藩内および信濃国内の地理・歴史を記述した書籍（地誌）である。

## 概要
当時の松本藩主・水野忠幹の命により、家臣で学究の武士であった鈴木重武と三井弘篤が著述・編集した。松本城の開基、町割から、安曇・筑摩両郡の地誌、社寺沿革、名所記、近国への道筋、方角道程、領地境などがまとめられているほか、信濃国七藩の城の歴史が略述されている。編纂は享保7年（1722年）に始められ、忠幹没後の次代・水野忠恒の代、享保9年（1724年）12月に完成した。全32巻である。

## 原本所在
原本と言える水野家本は、付録として家譜を含めていたと言われるが、所在不明である。

## 写本・復刻版
- 写本として、戸田家写本および朽木文庫本がある。
- 高美屋が1884年（明治17年）に木活字で刊行したものが最初の印刷・公刊である。
- 戸田家写本をもとにして信濃史料編纂会が「信濃史料叢書」巻2に収録して1913年に刊行した復刻版がある。
- 朽木文庫本をもとにして信濃史料刊行会が「新編信濃史料叢書」第5巻に収録して1973年に刊行した復刻版がある。
- 国書刊行会が、1996年に刊行した復刻版がある。高美屋本の復刻である。

## 古本価格
- 国書刊行会版は、約1万6000円で流通している。
- 国立国会図書館ではマイクロフィルム化されており、コピーが可能である。

## デジタルライブラリー
- 1884年（明治17年）刊行の、吟天社出版、高美甚左衛門（高美屋[1]）発売の版。国立国会図書館所蔵。
  - 信府統記 首巻
  - 信府統記 巻一
  - 信府統記 巻二
  - 信府統記 巻三
  - 信府統記 巻四
  - 信府統記 巻五
  - 信府統記 巻六
  - 信府統記 巻七
  - 信府統記 巻八
  - 信府統記 巻九